# Chenille

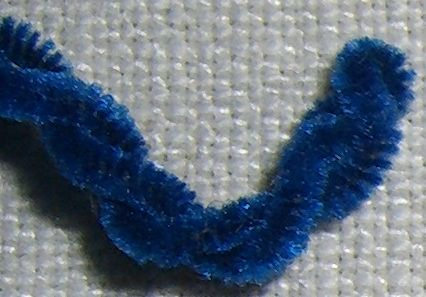
Seidenes Chenillegarn, stark vergrößert

Chenille (frz.: „Raupe“) bezeichnet ein Gewebe oder Gewirke mit einer samtartigen Oberfläche, das aus Chenillegarn hergestellt wird. Verkürzend kann Chenille auch Chenillegarn bezeichnen.

## Chenillegarn
Das Garn hat viele seitlich abstehende „Haare“. Dieser sogenannte Flor besteht aus kurzen, feinen Fäden, er gibt dem Chenillegarn das Aussehen einer behaarten Raupe. Das Innere (die sogenannte Seele) des Chenillegarns besteht aus mindestens zwei reißfesten Seelen-Fäden, die während der Herstellung des Chenillegarns miteinander verdreht (verzwirnt) werden. Während der Verzwirnung fallen die geschnittenen Florfäden zwischen die Seelen-Fäden und werden von ihnen zusammengehalten.
Chenillegarn kann aus verschiedenen Fasern hergestellt werden. Meist besteht es aus Baumwolle, Viskose, Polyacryl- oder Polypropylenfasern.

## Das Gewebe

### Eigenschaften und Herstellung
Technisch handelt es sich nicht um ein Florgewebe, sondern um ein Flachgewebe. Es werden also lediglich Kett- und Schussfaden verkreuzt, ohne dass ein Polfaden eingebracht wird. Der dreidimensionale Charakter wird durch das Chenillegarn erzeugt.
Chenille-Produkte, die aus hochwertigen Chenillegarnen hergestellt wurden, sind robust und langlebig. Sie neigen bei der Pflege/Reinigungsbehandlung zu unkontrollierten Fadenverschiebungen und bedürfen besonderer Aufmerksamkeit.
Erfinder einer Herstellungsmaschine war im Jahre 1918 Emil Meißner aus Zeitz. Als weltweit führender Hersteller von echter, buntgewebter Chenille und Frottier mit Chenillebordüren gilt die Firma Ernst Feiler in Hohenberg an der Eger, die bei 90 Prozent der japanischen Frauen bekannt sei. Billige Chenille-Qualitäten kommen meist aus Asien.

### Verwendung
Im 18. Jahrhundert wurde Chenillegarn vor allem als Stickgarn benutzt. Aufgrund einer Erfindung des Teppich- und Schalfabrikanten James Templeton aus Glasgow im Jahr 1839 wurden früher Chenillefäden auch bei der Herstellung von Axminster-Teppichen verwendet („Chenille-Axminster“). Das aufwendige Verfahren wird heute nicht mehr angewendet.
Heute wird Chenillegewebe vor allem als schwerer Vorhangstoff und als Möbelbezugsstoff verwendet. In der Bekleidungsindustrie wird Chenille z. B. für Schals und Badeartikel verwendet. Auch die Zauberwürmer, ein Kultspielzeug aus den 1970/80er Jahren, werden aus einem Material hergestellt, das als besonders dickes Chenillegarn gelten kann.